# Michal Kaplánek
Michal Kaplánek SDB (* 14. července 1962, Praha) je salesiánský pastorální teolog. Od roku 2022 je ředitelem salesiánské komunity v Plzni.

## Životopis
Maturoval v roce 1980 na gymnáziu v Brandýse n. L. O dva roky později složil ještě maturitu na Střední knihovnické škole v Praze. Téhož roku zahájil studia na Cyrilometodějské bohoslovecké fakultě, která v letech 1984-86 přerušil kvůli vojenské službě. V roce 1989 teologickou fakultu absolvoval a stal se kaplanem ve farnosti sv. Bartoloměje v Plzni. Následujícího roku zde založil Salesiánské středisko mládeže, které pět let vedl.
V roce 1995 zahájil licenciátní a doktorandské studium na teologické fakultě v Linci, které dokončil o tři roky později. Poté nastoupil jako odborný asistent na TF JU. V letech 2002-2004 externě vyučoval na KTF UK v Praze. V roce 2007 byl jmenován docentem na Univerzitě Palackého v Olomouci. Od roku 2011 vyučoval na Vyšší odborné škole sociálně pedagogické a teologické Jabok, v letech 2012-2014 byl jejím ředitelem. Do roku 2022 působil na Teologické fakultě Jihočeské univerzity v Českých Budějovicích jako garant oboru Pedagogika volného času. 1. září 2022 byl jmenován ředitelem salesiánské komunity v Plzni. Současně učí na Pedagogické fakultě Masarykovy univerzity v Brně.

## Dílo - výběr
- Pastorace mládeže. Praha: Salesiánská provincie, 1999.
- Místo teologicky vzdělaných křesťanů-laiků v pastoraci. In Studia theologica, 2007, roč. 9, č. 4, s. 41-50.
- Kněžství včera, dnes a zítra. In Communio 13 (2009), s. 119-128.
- Čas volnosti - čas výchovy: pedagogické úvahy o volném čase, Portál Praha 2012
- Výchova v salesiánském duchu. Portál Praha 2012.
- Animace. Praha: Portál, 2013.
- Znamení naděje. Brno: CDK, 2016.
- Volný čas a jeho význam ve výchově. Praha: Portál, 2017.